# Kolflarnlav
Kolflarnlav (Hypocenomyce anthracophila) är en lavart som först beskrevs av William Nylander och fick sitt nu gällande namn av P. James & Gotthard Schneider. 
Kolflarnlav ingår i släktet Hypocenomyce och familjen Ophioparmaceae.  Arten är reproducerande i Sverige. Inga underarter finns listade i Catalogue of Life.